# Erdős Sándor (vívó)
Erdős Sándor (Budapest, 1947. augusztus 21. –) olimpiai és világbajnok magyar vívó. 1971-ben az Marx Károly Közgazdaságtudományi Egyetemen közgazdász végzettséget, 1976-ban a Testnevelési Főiskolán vívó szakedzői oklevelet szerzett. A sportéletből történt visszavonulása után üzletemberként tevékenykedett.

## Sportpályafutása
1960-tól a BVSC tőr- és párbajtőrvívója volt. 1965-ben ifjúsági magyar bajnok lett párbajtőrvívásban. Ugyanebben az évben szerepelt Rotterdamban az ifjúsági világbajnokságon. Ezt követően bevonult sorkatonának, szolgálati ideje alatt nem vívhatott. 1967-ben a teheráni ifjúsági vb-n harmadik lett. Ekkor került be a felnőtt válogatott keretébe. Az 1968-as olimpiai csapatba nem került be, tartalékként vették figyelembe. 1969-ben magyar bajnok és ranglistavezető volt, de az olimpiai bajnok párbajtőrcsapaton nem változtattak, így nem indulhatott a vb-n. A következő évben világbajnok lett csapatban. 1971-ben csapatban első, egyéniben negyedik lett a világbajnokságon. 1972-ben a müncheni olimpián csapatban olimpiai bajnok lett.
Az olimpiát követő években ismét csapatérmeket szerzett a vb-ken: 1973-ban ezüstöt, 1974-ben és 1975-ben bronzot. Az 1976-os montréali olimpián negyedik helyezett lett a párbajtőrcsapattal, és a tőrcsapatban is szerepelt, amivel 7. helyezést ért el. 1980-ban nem került be az olimpiai csapatba, ekkor felhagyott a versenysporttal.

### Sporteredményei

#### Párbajtőrvívásban
- olimpiai bajnok:
  - 1972, München: csapat (Fenyvesi Csaba, Kulcsár Győző, Osztrics István, Schmitt Pál)
- olimpiai 4. helyezett:
  - 1976, Montréal: csapat (Fenyvesi Csaba, Kulcsár Győző, Osztrics István, Schmitt Pál)
- kétszeres világbajnok:
  - 1970, Ankara: csapat (Fenyvesi Csaba, Kulcsár Győző, Nemere Zoltán, Schmitt Pál)
  - 1971, Bécs: csapat (Fenyvesi Csaba, Kulcsár Győző, Nemere Zoltán, Schmitt Pál)
- világbajnoki 2. helyezett:
  - 1973, Göteborg: csapat (Fenyvesi Csaba, Kulcsár Győző, Osztrics István, Schmitt Pál)
- kétszeres világbajnoki 3. helyezett:
  - 1974, Grenoble: csapat (Kolczonay Ernő, Kulcsár Győző, Osztrics István, Schmitt Pál)
  - 1975, Budapest: csapat (Fenyvesi Csaba, Kulcsár Győző, Osztrics István, Schmitt Pál)
- kétszeres világbajnoki 4. helyezett:
  - 1971, Bécs: egyéni
  - 1977, Buenos Aires: csapat (Fenyvesi Csaba, Kolczonay Ernő, Pap Jenő, Pethő László)
- tízszeres magyar bajnok:
  - egyéni: 1969
  - csapat: 1967, 1968, 1972–1978

#### Tőrvívásban
- olimpiai 7. helyezett:
  - 1976, Montréal: csapat (Fenyvesi Csaba, Kamuti Jenő, Komatits József, Somodi Lajos)